# Klinga
Klinga is een plaats in de Noorse gemeente Namsos. Tussen 1891 en 1964 was het een zelfstandige gemeente in de toenmalige provincie Nord-Trøndelag. In 1891 werd Klinga afgesplist van Vemundvik, in 1964 gingen beide op in Namsos. Het gemeentebestuur van Klinga was gevestigd in Bangsund. 
De parochiekerk in Klinga dateert uit 1866.